# 禅蔵寺
禅蔵寺（ぜんぞうじ）は、岐阜県揖斐郡池田町の池田山西側にある臨済宗妙心寺派の寺院で、山号は佛厳山。開基の土岐頼忠ほかの土岐一族の墓がある土岐氏ゆかりの寺である。
延文元年（1356年）に美濃国守護の土岐頼忠が土岐氏の菩提寺として覚源禅師平心処斉を開山に招いて開いた。頼忠以降の歴代の土岐氏当主が保護し、最盛期には寺領500石を有し、玉洞院、知足院、松月庵や甚野坊など16の塔頭寺院を抱えていた大寺院であったが、土岐氏の没落と共に衰退した。また、慶安年間に寺が土砂崩れに巻き込まれて多くの資料を失ったと伝わる。江戸時代には大垣藩主としてこの地域の領主となった戸田氏の保護を受けた。
岐阜県指定の史跡として、土岐頼忠やその子の土岐頼益など土岐一族の墓があるほか、寺内にある坂本積の石垣や本尊の地蔵菩薩が池田町指定の文化財に指定されている。